# 라오항공의 운항 노선
아래는 라오 항공의 취항지 목록이다. (2012년 11월 현재)

## 운항 노선

### 동아시아
- 대한민국
  - 서울 - 인천국제공항
- 중화인민공화국
  - 광저우 - 광저우 바이윈 국제공항
  - 청두 - 청두 솽류 국제공항
  - 쿤밍 - 쿤밍 창슈이 국제공항
  - 징훙 - 시솽반나 가사 공항

### 동남아시아
- 캄보디아
  - 프놈펜 - 프놈펜 국제공항
  - 씨엠립 - 씨엠립 국제공항
- 라오스
  - 비엔티안 - 왓따이 국제공항 허브
  - 루앙 프라방 - 루앙 프라방 국제공항 포커스 시티
  - 루앙남타 - 루앙남타 공항
  - 반후오위사이 - 반후오위사이 공항
  - 사반나케트 - 사반나케트 공항
  - 시엔쾅 - 시엔쾅 공항
  - 우돔싸이 - 우돔싸이 공항
  - 팍세 - 팍세 국제공항
- 싱가포르
  - 싱가포르 - 싱가포르 창이 국제공항
- 태국
  - 방콕 - 수완나품 국제공항
  - 치앙마이 - 치앙마이 국제공항
- 베트남
  - 하노이 - 노이바이 국제공항
  - 호치민 - 떤선녓 국제공항

## 단항 노선

### 동아시아
- 대한민국
  - 부산 - 김해국제공항
- 중화인민공화국
  - 쿤밍 - 쿤밍 우자바 국제공항

### 동남아시아
- 베트남
  - 다낭 - 다낭 국제공항
- 태국
  - 우돈타니 - 우돈타니 공항